# Révélations (mini-série)
Pour les articles homonymes, voir Révélations.
Révélations ou La Prophétie au Québec (Revelations) est une mini-série américaine en six épisodes de 43 minutes, créée et produite par David Seltzer, diffusée du 13 avril au 18 mai 2005 sur le réseau NBC.
Au Québec, la série a été diffusée du 26 décembre au 30 décembre 2005 sur Mystère, en France à partir du 15 mai 2006 sur M6 et rediffusée sur Téva, Paris Première et Série Club, et en Belgique sur La Une et La Deux.

## Synopsis
Alors que l'Armageddon approche, un scientifique, l'astrophysicien d'Harvard Richard Massey et une religieuse, Josepha Montafiore, font tout leur possible pour empêcher la fin du monde…

## Fiche technique
- Titre original : Revelations
- Titre français : Révélations
- Titre québécois : La Prophétie
- Créateur : David Seltzer
- Producteurs : Jim Chory, James Bigwood et Jessika Borsiczky
- Productrice associée : Judy Oseransky
- Coproducteurs : Paul Rabwin, David Minkowski, Matthew Stillman et Anne Tabor
- Producteurs exécutifs : David Seltzer et Gavin Polone
- Musique : Joseph Vitarelli
- Directeurs de la photographie : Joel Ransom et Brian J. Reynolds
- Montage : Gabriel Wrye, Lynne Willingham, Monty DeGraff, Juan Carlos Garza, Jill Savitt et Sondra Watanabe
- Distribution : John Papsidera et Wendy O'Brien
- Création des décors : Douglas Higgins et Philip Toolin
- Création des costumes : Eydi Caines-Floyd et Luellyn Harper
- Effets spéciaux de maquillage : Rene Stejskal, Annick Chartier, Julie Socash, Gabriela Polakova, Richard Snell et Kandace Westmore
- Effets spéciaux : Jiri Vater, Brendon O'Dell et Pavel Policar
- Effets visuels : David Vana et Eric J. Robertson
- Compagnies de production : NBC Enterprises, Pariah et Stillking Films
- Compagnie de distribution : NBC
- Pays d'origine :  États-Unis
- Langue : Anglais stéréo
- Image : Couleurs
- Ratio écran : 1.33.1 plein écran (Diffusion télévision) / 1.77:1 Anamorphic Widescreen (DVD)
- Durée : 6 × 43 minutes
- Genre : Fantastique / Mystère

## Distribution
- Bill Pullman (VF : Michel Papineschi) : Dr Richard Massey
- Natascha McElhone (VF : Danièle Douet) : Sœur Josepha Montafiore
- Michael Massee : Isaiah Haden
- Tobin Bell (VF : Michel Prud'homme) : Nathan Volk
- Mark Rendall : Henry « Hawk » Webber
- John Rhys-Davies : Prof. Jonah Lampley
- Martin Starr : Rubio
- Fred Durst : Odgen
- Fionnula Flanagan : Mère Francine
- Alexa Nikolas : Lucinda « Lucy » Massey
- Orla Brady (VF : Martine Irzenski) : Nora Webber
- Clémence Poésy : E.C.
- Jesper Christensen : Torvald Eklind
- Winter Ave Zoli : Anna-Theresa
- Patrick Bauchau : Dr Daniel Goran
- Joel Polis : Administrateur de l'hôpital
- Pierre Peyrichout : homme aveugle
- Alexander Skarsgård : Gunnar Eklind

 Source et légende : version française (VF) sur RS Doublage

## Récompenses
Récompenses
- BMI Film & TV Awards :
  - Meilleure musique 2005

Nominations
- Saturn Award :
  - Saturn Award de la meilleure série 2006
- Primetime Emmy Award :
  - Meilleur maquillage pour une minisérie, un téléfilm ou un programme spécial - Non-prothésique 2005
  - Meilleure composition musicale pour une minisérie, un téléfilm ou un programme spécial 2005
- Satellite Awards :
  - Satellite Award de la meilleure mini-série 2005
  - Satellite Award de la meilleure actrice dans une mini-série ou un téléfilm 2005 (Natascha McElhone)

## Commentaires
Les acteurs Bill Pullman et Michael Massee ont tous deux joués dans le film Lost Highway de David Lynch.

## DVD
- États-Unis : 28 juillet 2005[4]

- France :

L'intégrale de la série est sortie en DVD dans deux éditions :
- Révélations, l'intégrale de la série est sortie en boitier Keep Case 2 DVD-5 le 28 novembre 2006 chez Universal Pictures Vidéo. Le ration écran est en 1.77:1 anamorphique 16:9. L'audio est en Anglais 5.1 et Français 2.0 avec présence de sous-titres français. En suppléments : interviews des acteurs Bill Pulman, Natascha McElhone et Michael Massee ainsi que de l'auteur et producteur David Seltzer. Il s'agit d'une édition Zone 2 Pal.
- Révélations, l'intégrale de la série est sortie en boitier Keep Case 2 DVD-5 avec surétui le 4 juillet 2012 chez MEP Vidéo. Le ration écran est en 1.77:1 anamorphique 16:9. L'audio est en Anglais 5.1 et Français 2.0 avec présence de sous-titres français. En suppléments : interviews des acteurs Bill Pulman, Natascha McElhone et Michael Massee ainsi que de l'auteur et producteur David Seltzer. Il s'agit d'une édition Zone 2 Pal.